# Tianjing (socken i Kina)
Tianjing (kinesiska: 天井, 天井乡) är en socken i Kina. Den ligger i provinsen Hunan, i den södra delen av landet, omkring 76 kilometer norr om provinshuvudstaden Changsha. Antalet invånare är 15048. Befolkningen består av 7 202 kvinnor och 7 846 män. Barn under 15 år utgör 16,0 %, vuxna 15-64 år 73 %, och äldre över 65 år 10,0 %.
Genomsnittlig årsnederbörd är 1 879 millimeter. Den regnigaste månaden är maj, med i genomsnitt 312 mm nederbörd, och den torraste är oktober, med 57 mm nederbörd.